# Jihyun Cecilia Lee
Jihyun Cecilia Lee (* 1989 in Suwon) ist eine koreanische Opernsängerin in der Stimmlage Sopran.

## Biografie
Jihyun Cecilia Lee studierte von 2008 bis 2012 bei Jungwon Park an der Hanyang-Universität in Seoul und anschließend bei Rudolf Piernay im Masterstudiengang Konzert-/ Liedgesang an der Hochschule für Musik und Darstellende Kunst Mannheim. Meisterkurse bei Ruth Ziesak, Ulrich Eisenlohr, Hans-Peter Stenzl, Axel Bauni, Burkhard Kehring und Peter Nelson ergänzten ihre Ausbildung. Am Pfalztheater Kaiserslautern debütierte sie 2015 als Donna Clara in Alexander Zemlinskys Der Zwerg. In der Spielzeit 2015/16 stellte sie als Mitglied des Opernstudios der Mailänder Scala u. a. die Pamina in einer Kinderfassung der Zauberflöte dar.
Seit der Spielzeit 2017/18 ist Jihyun Cecilia Lee festes Ensemblemitglied am Staatstheater Augsburg und wirkte dort zunächst als Ännchen im Freischütz und als Jitka in Dalibor mit. Es folgten weibliche Hauptrollen wie 2018 Pamina (Die Zauberflöte), 2019 Norina (Don Pasquale) und Hanna Glawari (Die lustige Witwe), 2020 Euridice (Orfeo ed Euridice), 2022 Marguerite (Faust), Violetta Valéry (La traviata), Corinna (Il viaggio à Reims) und 2023 Hermia (The Fairy-Queen). 

## Preise und Auszeichnungen
- 2014: 2. Preis beim Paula-Salomon-Lindberg-Wettbewerb „Das Lied“, Berlin[12]
- 2016: 1. Preis und Liedpreis beim 8. Europäischen Gesangswettbewerb DEBUT[13][14]
- 2020: Bayerischer Kunstförderpreis, Sparte „Darstellende Kunst“